# Leucotina helva
Leucotina helva is een slakkensoort uit de familie van de Amathinidae. De wetenschappelijke naam van de soort is voor het eerst geldig gepubliceerd in 1900 door Hedley.